# Tekniska området
Det tekniska området, är ett fotbollsbegrepp som avser det område där ersättare, det vill säga de spelare som finns uppsatta på spelarförteckningen men som inte spelar, samt ledare skall befinna sig inom under en match. Det tekniska området sträcker sig en meter ut från vardera sidan av bänken, är minst 8 meter brett, och är placerat en meter från sidlinjen. De som befinner sig inom det tekniska området skall enligt spelreglerna bete sig på ett ansvarsfullt sätt. Spelare inom det tekniska området kan varnas och utvisas enligt samma mönster som spelarna på plan. Ledare kan inte utvisas men istället avvisas om de missköter sig. Endast en person i taget får ge tekniska instruktioner från det tekniska området.  